# Birnstengel (Bischofsgrün)
Birnstengel ist ein Gemeindeteil der Gemeinde Bischofsgrün im Landkreis Bayreuth (Oberfranken, Bayern). Birnstengel liegt in der Gemarkung Bischofsgrün.

## Geografie
Das Dorf bildet mit Bischofsgrün im Süden eine geschlossene Siedlung. Diese liegt in einer Rodungsinsel des Bischofsgrüner Forstes. Die Bundesstraße 303 führt nach Rangen (1,4 km westlich) bzw. zur Höhenklinik Bischofsgrün (1,1 km östlich). Eine Gemeindeverbindungsstraße führt nach Fröbershammer (0,6 km südöstlich). Anliegerwege führen nach Hedlerreuth (0,7 km westlich) und Hohehaid (0,6 km nördlich).

## Geschichte
Der Ort wurde 1317 als „Byenstein“ erstmals urkundlich erwähnt; 1346 wurde er erstmals „Pirnstengel“ genannt. Mitte des 14. Jahrhunderts gab es dort ein Gut. 1536 bestand der Ort aus zehn Anwesen.
Birnstengel gehörte zur Realgemeinde Bischofsgrün. Gegen Ende des 18. Jahrhunderts bestand Birnstengel mit Hedlerreuth und Hohehaid aus 35 Anwesen (1 Dreiviertelhof, 1 Viertelhof, 9 Gütlein, 1 Gütlein mit Feuerrecht, 1 Zweidrittelgütlein, 6 Halbgütlein, 2 Sechstelgütlein, 3 Tropfhäuslein, 10 Häuslein, 1 Wohnhäuslein). Die Hochgerichtsbarkeit stand dem bayreuthischen Stadtvogteiamt Berneck zu. Das Kastenamt Gefrees war Grundherr sämtlicher Anwesen.
Von 1797 bis 1810 unterstand Birnstengel dem Justiz- und Kammeramt Gefrees. Infolge des Ersten Gemeindeedikts wurde Birnstengel dem 1812 gebildeten Steuerdistrikt Bischofsgrün zugewiesen. Zugleich entstand die Ruralgemeinde Birnstengel, zu der Hedlerreuth und Hohehaid, Rangen gehörten. Sie war in Verwaltung und Gerichtsbarkeit dem Landgericht Gefrees zugeordnet und in der Finanzverwaltung dem Rentamt Gefrees. Mit dem Zweiten Gemeindeedikt (1818) wurde die Gemeinde nach Bischofsgrün eingegliedert.
1817 war dort eine Pechhütte, die Kolophonium und Pech herstellte. Damals lebten dort hauptsächlich Arbeiter in Industrie- und Handwerksbetrieben, beispielsweise in einem nahegelegenen Hochofenbetrieb.

### Einwohnerentwicklung
| Jahr      | 001818 | 001819 | 001861 | 001871 | 001885 | 001900 | 001925 | 001950 | 001961 | 001970 | 001987 |
| Einwohner | 239    | 247 *  | 324 †  | 316    | 364    | 289    | 354    | 333    | 294    | 264    | 251 +  |
| Häuser    | 36     |        |        |        | 36     | 36     | 42     | 44     | 46     |        | 63 +   |
| Quelle    | [ 8 ]  | [ 13 ] | [ 14 ] | [ 15 ] | [ 16 ] | [ 17 ] | [ 18 ] | [ 19 ] | [ 20 ] | [ 21 ] | [ 1 ]  |

## Religion
Birnstengel ist nach St. Matthäus (Bischofsgrün) gepfarrt und evangelisch-lutherisch geprägt.

## Persönlichkeiten
- Johann Christoph Glaser (1684–nach 1753), Glas- und Kunstmaler[22]